# Aletta Hannemans
Aletta Hannemans (1606-1653) was een brouwer van de Haarlemse bierbrouwerij de Hoeffijser in Haarlem. Ze is vooral bekend geworden door het portret dat Frans Hals van haar schilderde.

## Leven
Er is weinig bekend over het leven van Aletta Hannemans. Ze trouwde met Jacob Pietersz Olycan (1596-1638), een zoon van een zakenvriend van haar vader. Het stel trouwde in Zwolle, maar woonde in 1625 weer in Haarlem. In deze periode maakte Frans Hals zijn portret van haar. Samen met haar man runde ze een brouwerij genaamd de Hoeffijser of Hoef-yzer, gelegen aan het Donkere Spaarne (vlak bij het huidige Teylers Hofje). De brouwerij had Jacob gekregen van zijn ouders, nadat hij hier zijn opleiding tot brouwer had voltooid.
Aletta's echtgenoot Jacob overleed in 1638, waarna ze hertrouwde met een andere Haarlemse brouwer, Nicolaes van Loo (1607-1641).
- Dorothea Olycan (1619-1662) trouwde in 1635 met Cornelis van Loo (1609-1673), dan Cornelis' broer Nicolaas trouwde in 1641 met Aletta, de weduwe van Dorothea's broer Jacob.
- Nicolaas Olycan (1599- ?), zowel Jacob als Dorothea's broer, is afgebeeld als luitenant met kolonel Johan Claesz Loo, zowel Nicolaes als Cornelis' vader, op het schilderij, "De officieren van de Sint-Adriaansdoelen Militie Compagnie in 1633" door Frans Hals.

Ook Nicolaes van Loo overleed snel. Aletta zette het bedrijf vervolgens alleen voort, gesteund door haar dochter Johanna Olycan (1627-1682), die later zou trouwen met de brouwer Mattheus Claesz Everszwijn (1607-1682).

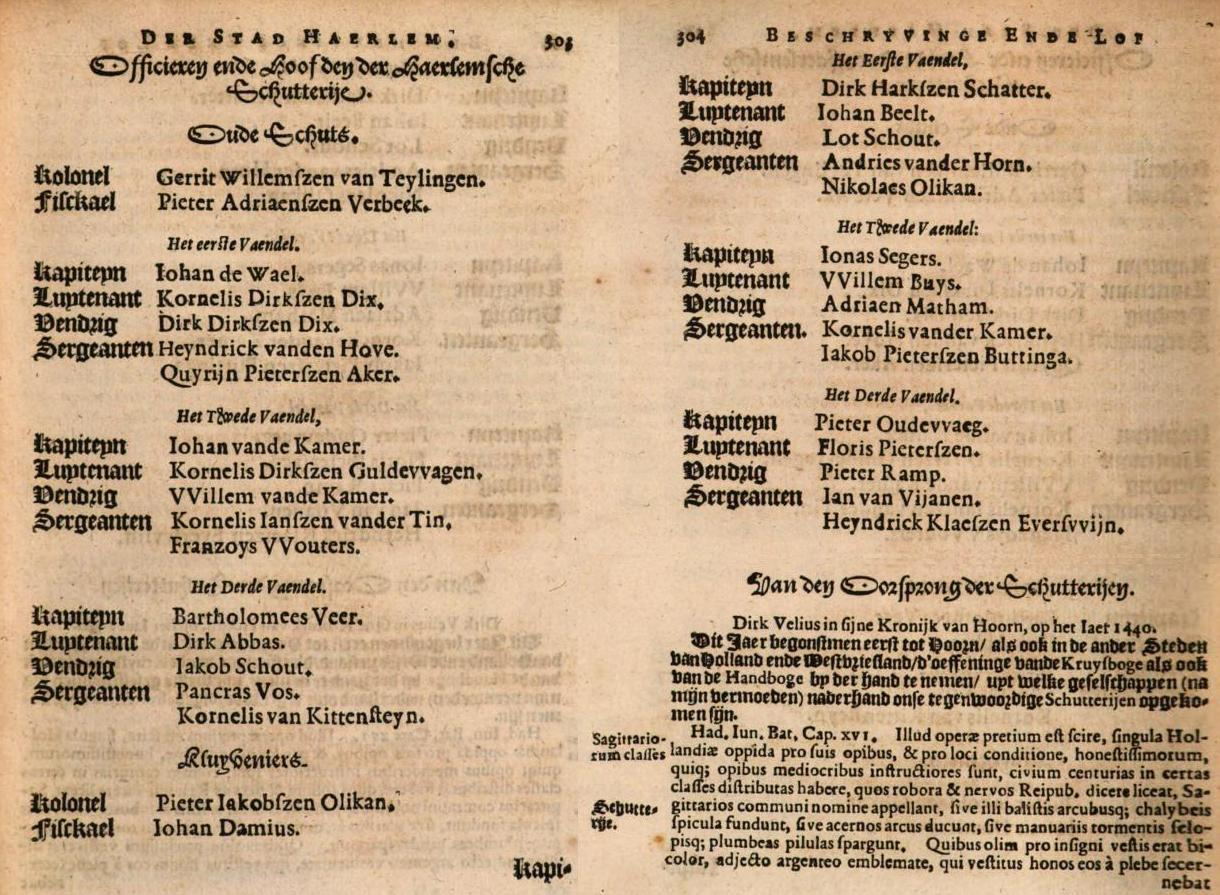
Lijsten van de officieren van de Haarlemse schutterij in Samuel Ampzing's Beschrijvinge ende lof der stad Haerlem - Andries van Hoorn en Nicolaes van Loo, vermeld op p.304.
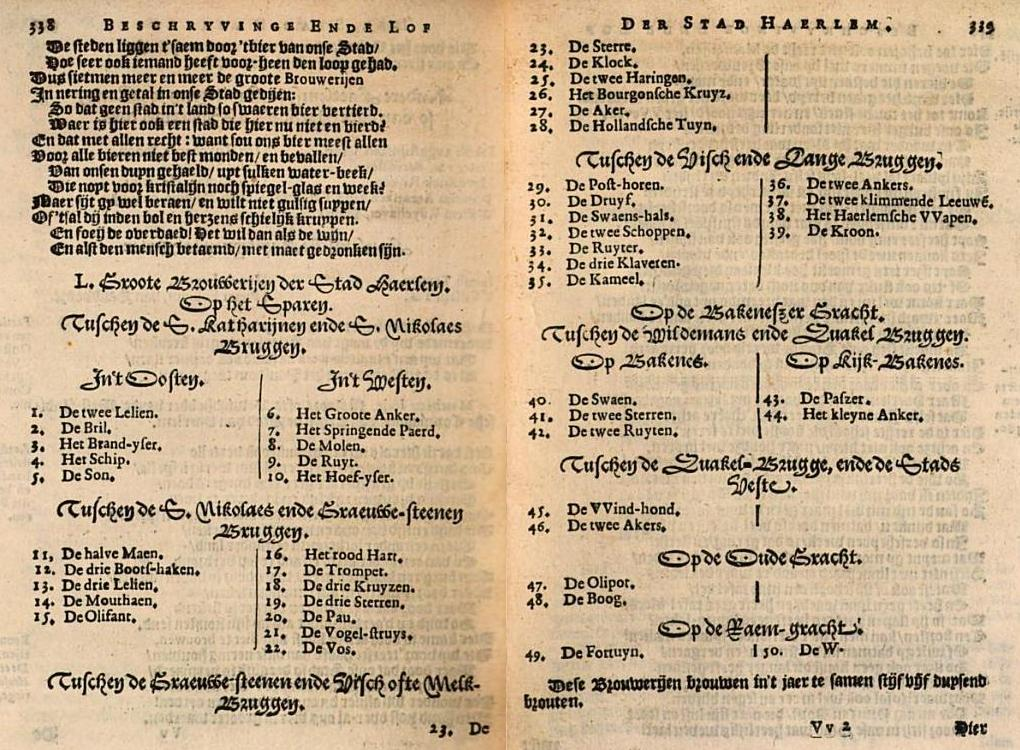
"Lof der stad Haerlem" - brouwerijen van Haarlem (1628) Groote Brouwerijen der Stad Haerlem. Op het Sparen. etc..
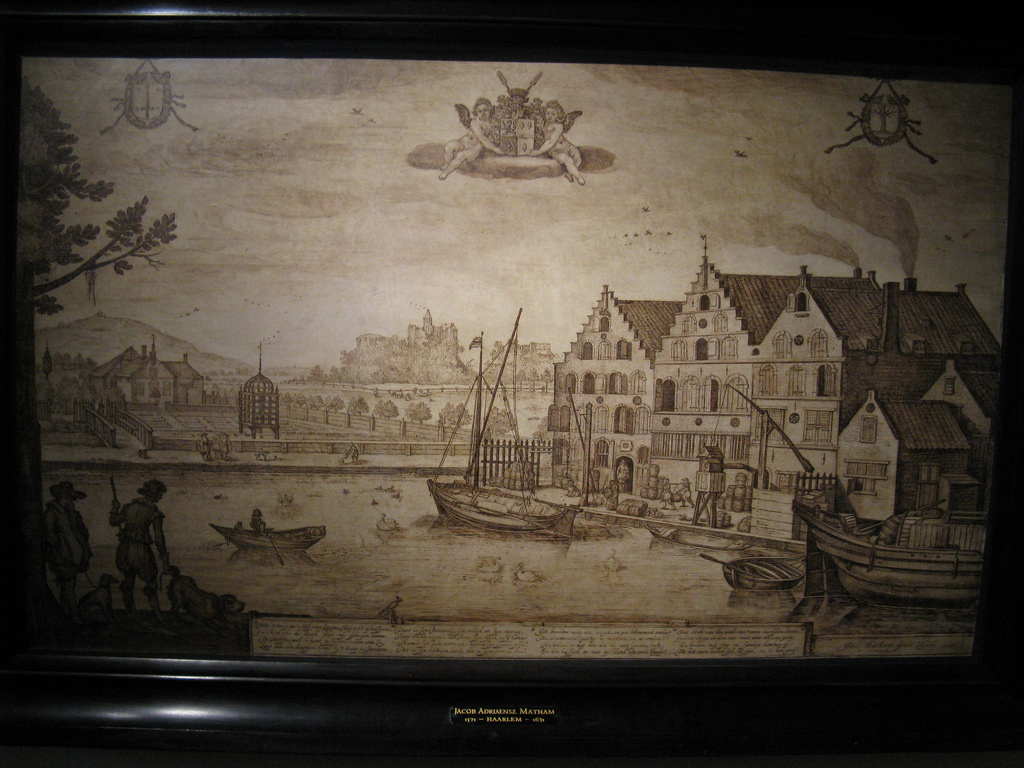
Gezicht op Brouwerij "De Drie Leliën"; daarachter een gezicht op Landhuis Velserend, bij Berkenrode (niet aan het Spaarne), zoals beschreven onderaan het paneel, beide locaties (zomerhuis en...
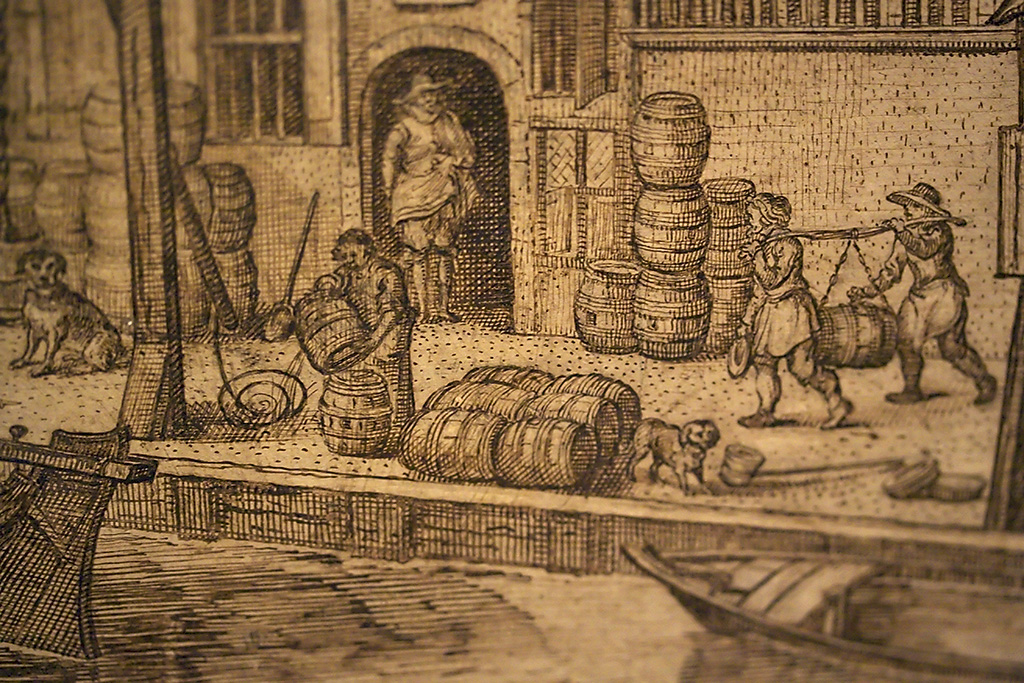
... de brouwerij) zijn eigendom van Johan Claesz Loo. (bijgesneden) Het kan Johan zijn of zijn zoon Nicolaes van Loo die in de deuropening staat. Jacob Matham (1627) Frans Hals Museum

## Aletta's Portret
Ze is een van de welvarendste modellen die Frans Hals heeft geportretteerd. Het portret hangt in het Mauritshuis.
Het portret werd gemaakt ter gelegenheid van het huwelijk met Jacob Olycan in 1625. Aletta was toen 19 jaar oud. Het is een tweeluik, op het andere portret staat haar echtgenoot afgebeeld.
Op het portret ze draagt een diadeemmuts met kanten bies op haar hoofd en om haar nek draagt ze een gesteven linnen achtvormige kraag. Ze draagt een kostbaar bruidsstuk, een zogenaamde 'bruidsborst', geborduurd met gouddraad en bloemen als symbool van het huwelijk. Ze draagt dit stuk op een paarsrode rok dat gedrapeerd is over een Frans fardegalijn, een hoepel bedoeld om de rok te laten bollen. Hierdoor wordt het borststuk naar voren gedrukt, waarop een zware gouden ketting rust rond haar jurk en door haar 'vlieger', een lange, mouwloze jurk, afgezet met zwart satijn, met twee openingen aan de zijkant bedoeld voor een riem. De vlieger laat haar lijfje en rok zien. Haar mouwen zijn via schoudervleugels verbonden met haar jurk met kleine zilveren spelden. In haar handen houdt ze een paar geborduurde bruidshandschoenen en aan haar rechter wijsvinger draagt ze een trouwring. Daarnaast draagt ze gouden armbanden en kanten polskragen.

## Portretten van Aletta's familie, door Frans Hals

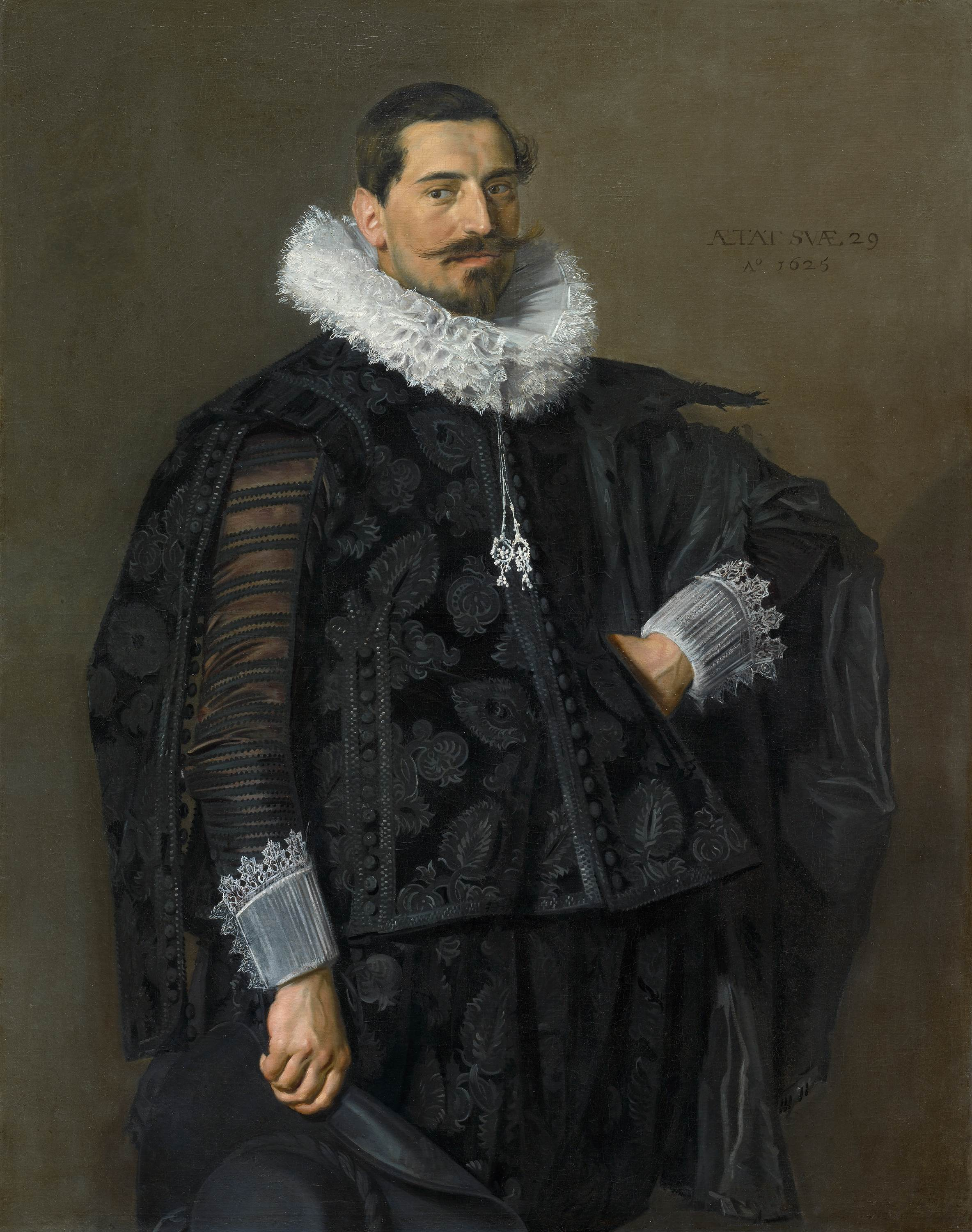
Haar eerste echtgenoot, Jacob Pietersz Olycan (1625) Mauritshuis
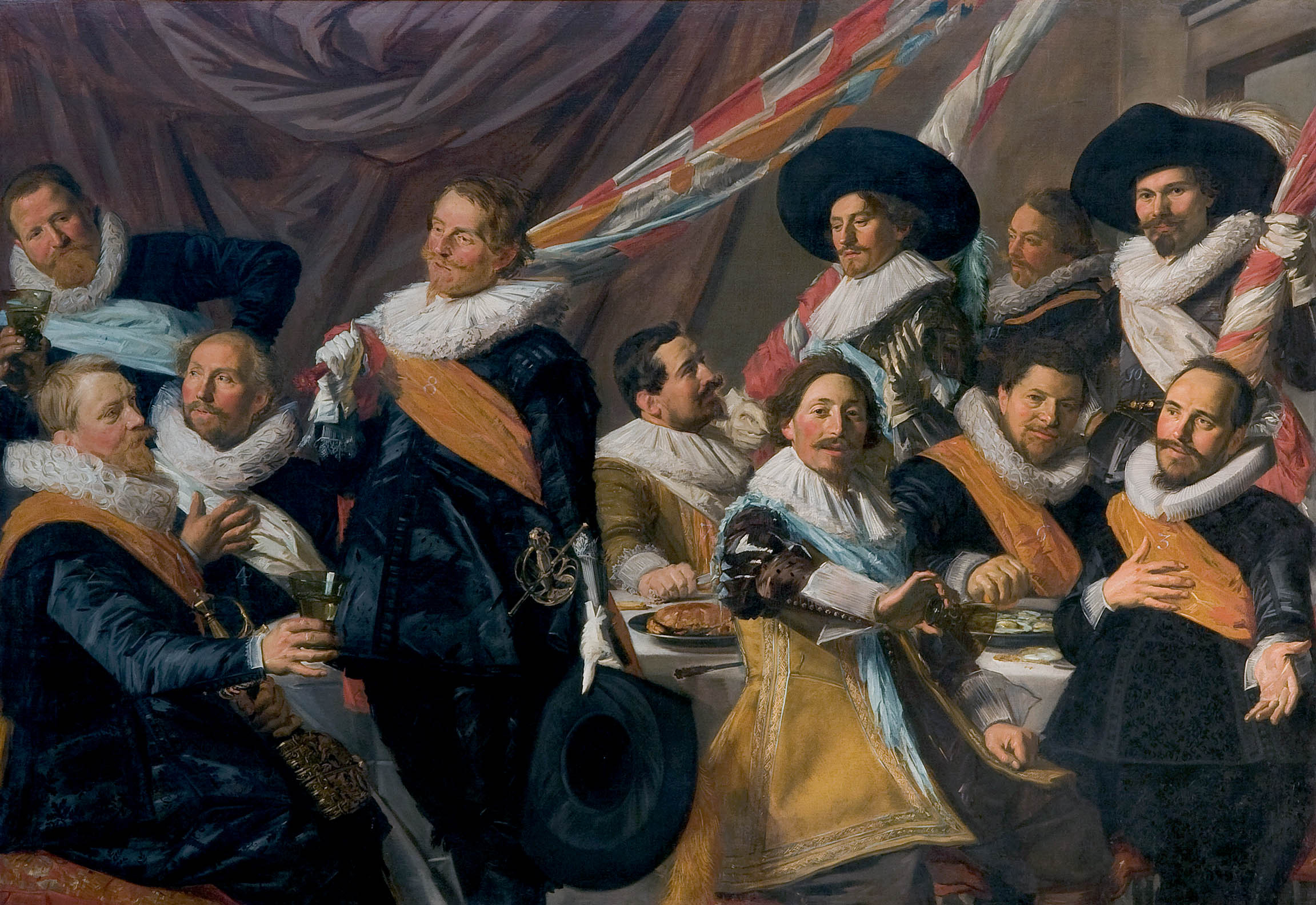
"Feestmaal Officieren van de St. Jorisschutterij, Haarlem, 1627" (c.1626-1627) Frans Hals Museum;Lieutenant Jacob Pietersz Olycan als zittende centrale figuur.
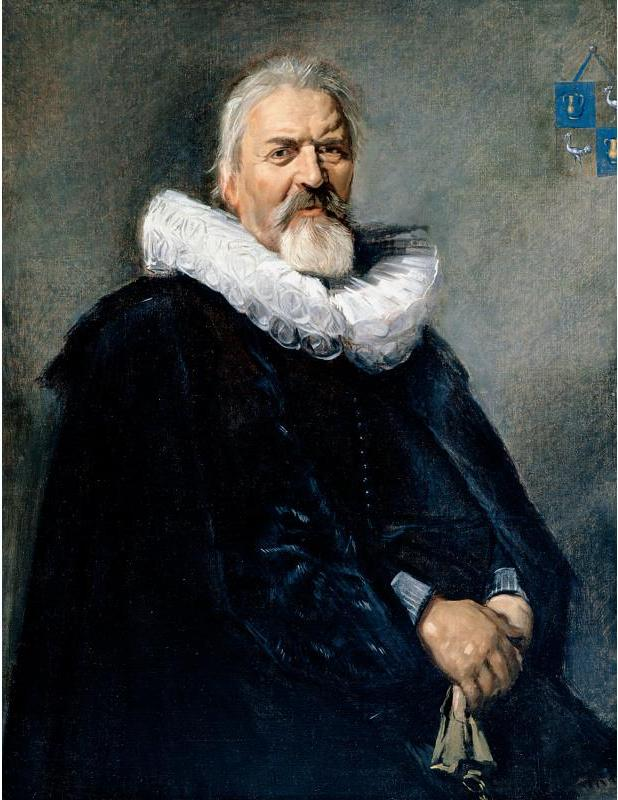
Jacob's vader, Pieter Jacobsz Olycan (1572-1658) (circa 1639) John en Mable Ringling Museum voor Kunst
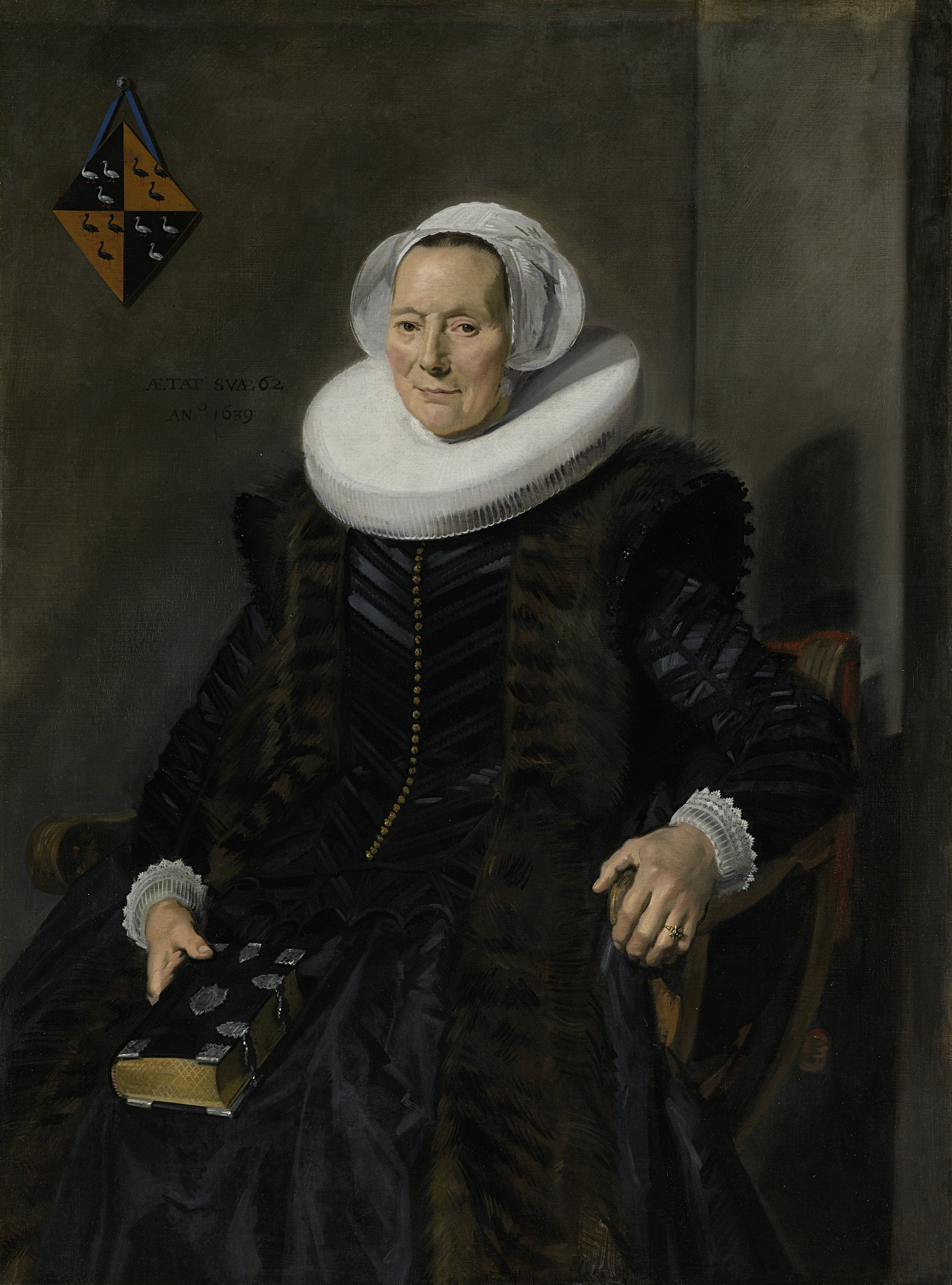
Jacob's moeder, Maritge Claesdr. Voogt (1577-1644) (1639) Rijksmuseum Amsterdam
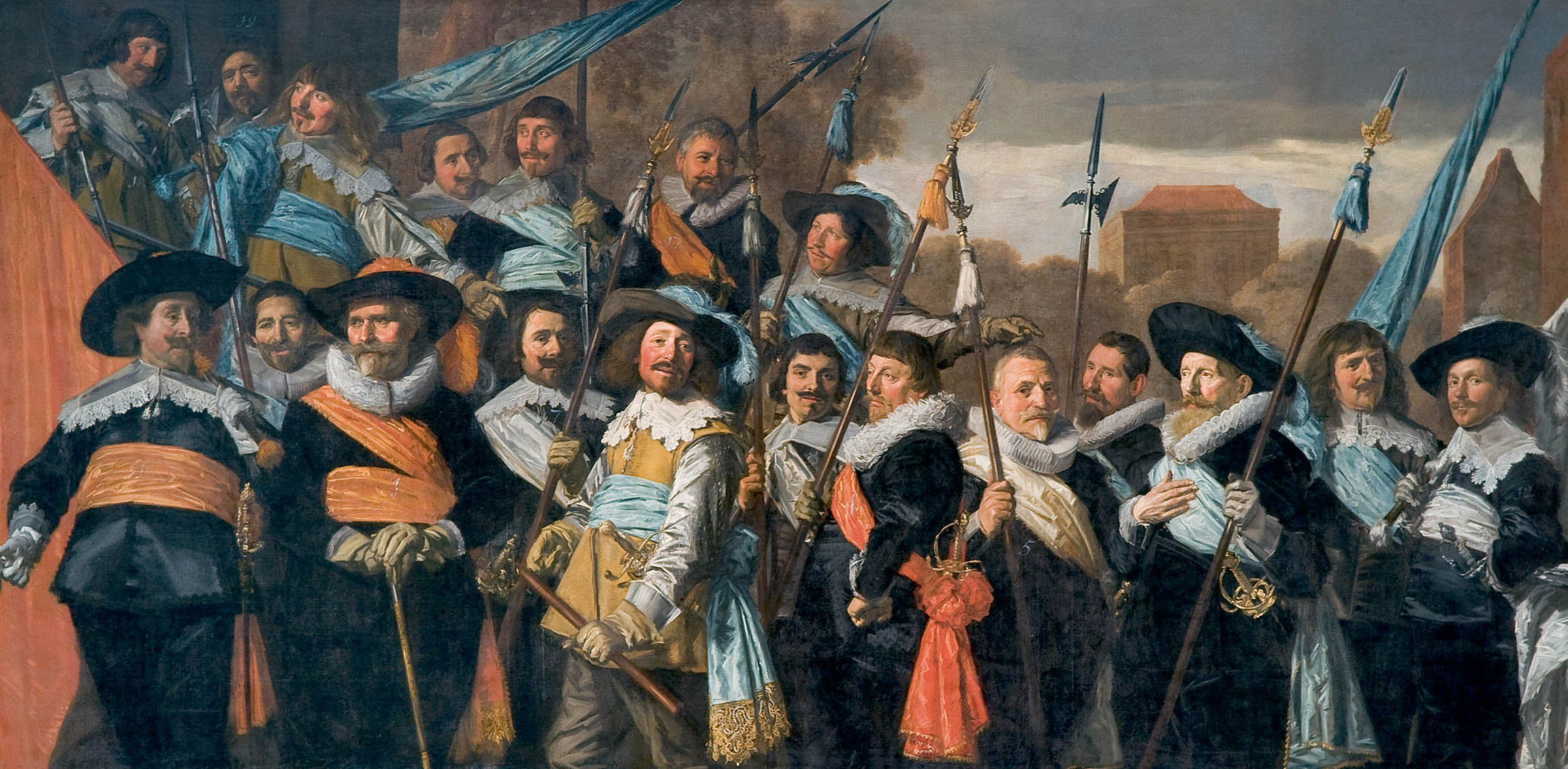
"De officieren van de St. George Militia Company in 1639" (1639) Frans Hals Museum;Aletta's tweede echtgenoot, Sergeant Nicolaes van Loo, vijfde van links, op de achterste rij, evenals Johan Claesz Loo, zijn vader afgebeeld, derde van links op de eerste rij.
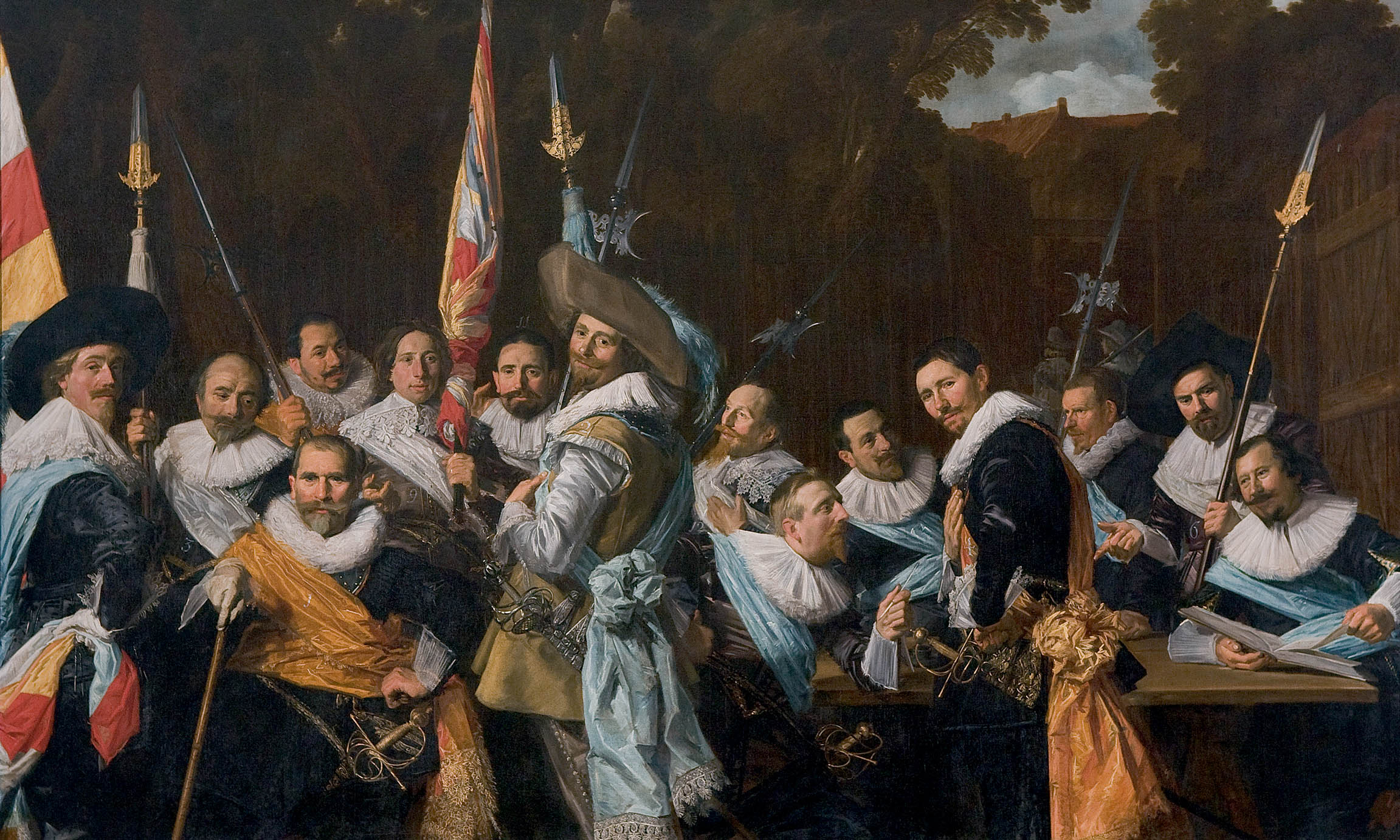
"De officieren van de Sint-Adriaansdoelen" (1633) Frans Hals Museum;Luitenant Nicolaas Olycan afgebeeld als tweede van de rechterrand, terwijl Kolonel Johan Claesz Loo op de eerste rij zit.
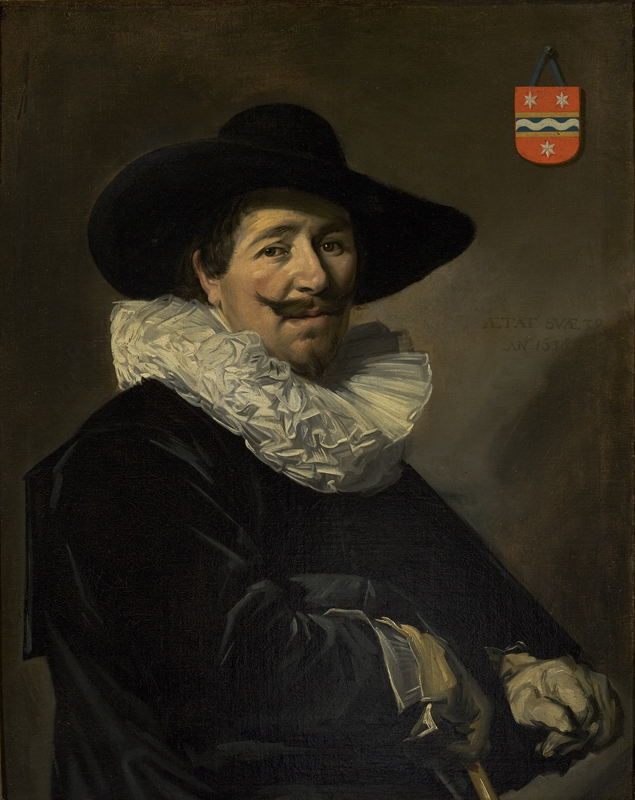
Huwelijksportret van Andries van Hoorn (1600-na1660) (1638) Museu de Arte de São Paulo; in het groepsportret 1633, Andries, echtgenoot van Maria Olycan, zus van Jacob, draagt zijn kapiteinssjerp in oranje met strikken.
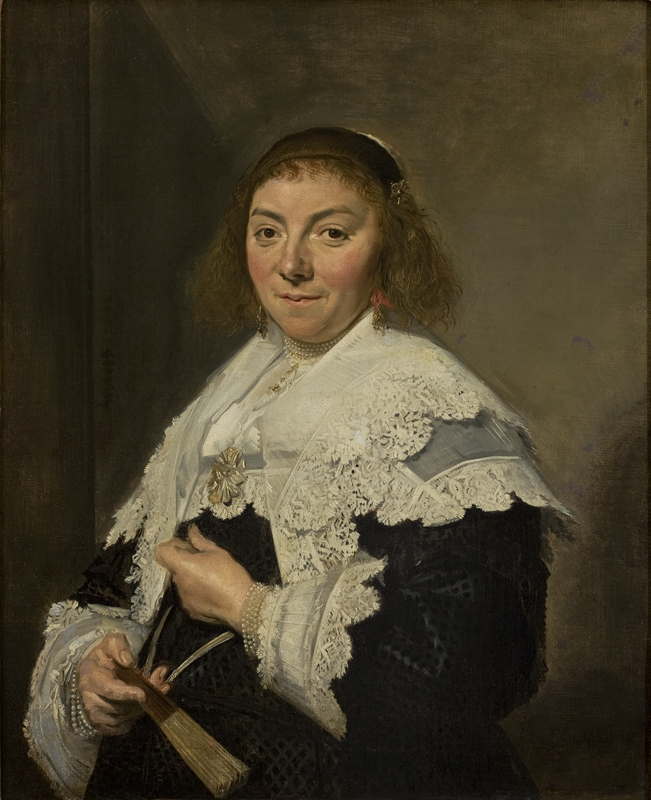
Huwelijksportret van Maria Pietersdr Olycan (1607- ?); (circa 1638) Museu de Arte de São Paulo